# Голубой лотос (Тинтин)
«Тинтин на Дальнем Востоке» (фр. Les aventures de Tintin, reporter, en Extrême-Orient) или «Голубой лотос» (фр. Le Lotus bleu) — пятый альбом из серии «Приключения Тинтина» бельгийского карикатуриста Эрже. 
Продолжение «Сигар фараона» занимает 18-е место в списке «100 книг века по версии Le Monde». Эскиз обложки альбома был продан в 2021 году за €3,2 млн., став самым дорогим в истории произведением книжной графики.
История повествует о молодом бельгийском репортёре Тинтине и его собаке Милу, которых приглашают в Китай в разгар японского вторжения 1931 года, где Тинтин раскрывает махинации японских шпионов и раскрывает сеть контрабандистов наркотиков.

## Сюжет
В ходе приключений, изложенных в «Сигарах фараона», Тинтину удалось разоблачить международное преступное сообщество, занимавшееся контрабандой наркотиков под видом сигар. Сбежать удалось только главе банды. 
В начале альбома Тинтин всё ещё живёт во дворце индийского махараджи. Некий факир, гадая по руке, предсказывает, что ему стоит опасаться желтолицего брюнета в очках. Тут же во дворце появляется человек, соответствующий описанию. Едва он успевает сообщить, что в Шанхае репортёра ожидает человек по имени Мицухирато, как пущенная кем-то в окно стрела с ядом безумия останавливает его речь на полуслове.
После прибытия Тинтина в Шанхай на него вновь начинают охоту члены преступного картеля. Каждый раз их планы расстраивает неизвестный китаец. Когда Тинтин приходит на встречу со своим спасителем, отравленная стрела лишает и его рассудка. Разыскать Мицухирато не составляет труда. В разговоре с Тинтином этот состоятельный японец призывает его срочно вернуться в Индию, чтобы оградить махараджу от новых козней наркоторговцев.
Тем временем Тинтин заступается за юного рикшу, которого оскорбляет богатый расист Гиббонс. Вместе со своим беспринципным приятелем Доусоном, возглавляющим полицию ШМС, Гиббонс начинает строить козни против отважного репортёра. Последовав совету Мицухирато, тот садится на корабль, следующий в Индию. Ночью его оглушают и ссаживают в лодке на берег.
Тинтин просыпается в доме Ван Чэньи, возглавляющего подпольное общество «сынов дракона». Цель этого общества состоит в противодействии поставкам опиума в Китай. Выясняется, что неизвестный благодетель Тинтина — это его сын. После отравления стрелой с ядом безумия он ходит по дому и размахивает мечом, угрожая отрубить голову первому, кто встретится ему на пути. По словам Ван Чэньи, у «сынов дракона» нет большего врага, чем Мицухирато, секретный агент японского правительства, промышляющий наркотрафиком. Чтобы помешать его планам, Ван и приказал своим людям выкрасть Тинтина с корабля.
Тинтин устанавливает слежку за Мицухирато и присутствует при организованном им подрыве железной дороги. Эта провокация получает международный резонанс и используется японцами как предлог для вторжения в Китай. Тинтин как единственный свидетель диверсии представляет для Мицухирато огромную опасность. Японец, связав репортёра, пытается напоить его ядом безумия. Тинтин даёт понять, что он не в себе, после чего его отпускают на свободу. Однако это не более чем симуляция: один из прислужников Мицухирато, работающий на «сынов дракона», ранее подменил склянку с ядом и выкрал его у японцев.
Тинтин возвращается в оккупированный японцами Шанхай в надежде отыскать доктора Фана — крупного специалиста по ядам. Он надеется, что доктор сможет выработать противоядие, которое позволит исцелить сына Вана. Выясняется, что доктор уже попал в лапы наркоторговцев. Тинтин на короткое время попадает в японскую тюрьму, а потом пробирается в тот город, где должен быть выплачен выкуп за похищенного доктора.
По дороге Тинтин вытаскивает из вод Голубой реки тонущего мальчика по имени Чжан Чжунжэнь. Они становятся друзьями, и Чжан помогает Тинтину избавиться от Дюпона и Дюпонна, которых Доусон по наводке японского командования послал, чтобы арестовать назойливого репортёра.
Вернувшись в Шанхай, Тинтин и Чжан узнают, что Ван и его семья были похищены подручными Мицухирато. Тинтин наблюдает за разгрузкой наркотиков в порту и прячется в пустой бочке. Бочку привозят в опиумный притон «Голубой лотос», где главного героя обнаруживает Мицухирато. Тут же появляется и глава преступного сообщества. Им оказывается делец Растопопулос, с которым Тинтин свёл дружбу в предыдущем альбоме. Сомнений быть не может: на его руке — татуировка в виде печати фараона.
Неожиданно из бочек появляются «сыны дракона», спрятавшиеся там по договоренности с Тинтином. Растопопулос и Мицухирато вынуждены признать своё поражение. Японец совершает харакири. Доктор Фан находит противоядие против яда безумия и исцеляет сына Вана. Разоблачения Тинтина вызывают международный скандал. Японии приходится выйти из Лиги Наций. Ван принимает Чжана в свою семью. Тинтин возвращается в Европу.

## Работа над альбомом
Если ранние альбомы Эрже создавались под влиянием расхожих предрассудков о тех или иных странах, начиная с «Голубого лотоса» художник стал заботиться о большей аутентичности и изучать культуру изображаемых народов. Консультантами Эрже при создании альбома стали его приятель, китайский студент Чжан Чунжэнь, и священник Эдуар Нё, снабдивший Эрже необходимой литературой .
Альбом публиковался в журнале «Le Petit Vingtième» с августа 1934 года по октябрь 1935 года, затем был выпущен в сборнике «Casterman» в 1935 году. Цветная версия комикса вышла в 1946 году.

## Приём

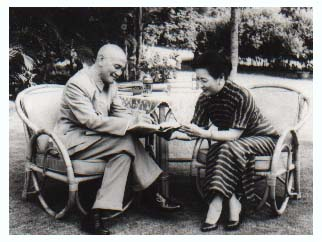
Альбом о приключениях Тинтина в Китае произвёл благоприятное впечатление на Чан Кайши

Китайцы в целом представлены в альбоме в положительном свете, в то время как японцы изображены с выступающими, как у крыс, зубами. Японские дипломаты, посчитав картинки Эрже расистскими, подали протест в бельгийское министерство иностранных дел.
«Голубой лотос» вызвал удовлетворение китайских властей, Чан Кайши даже пригласил Эрже посетить свои владения. Однако в социалистическом Китае комикс увидел свет только в 1984 году, и то после того, как в него по цензурным соображениям были внесены коррективы.
В тинтиноведении принято считать, что «Голубой лотос» знаменует наступление творческой зрелости Эрже. Он оспаривает у «Дела Турнесоля» (1956) звание наиболее совершенного комикса художника.

## Экранизации и адаптации
Альбом был включён в мультсериал «Приключения Тинтина» (1992). Также комикс неоднократно транслировался на французском радио.